# Kent (Oregon)
Kent (korábban Guthrie) az Amerikai Egyesült Államok északnyugati részén, Oregon állam Sherman megyéjében, a U.S. Route 97 és a Double Point Road csomópontjában elhelyezkedő önkormányzat nélküli település.
Nevét egy sorsoláson kapta. Az 1887-ben megnyílt posta első vezetője Milton H. Bennett volt. Egykor itt volt a Columbia Southern Railway vasútvonalának egy megállója.

## Éghajlat
A város éghajlata mediterrán (a Köppen-skála szerint Csb).
| Hónap                                   | Jan.  | Feb.  | Már.  | Ápr.  | Máj. | Jún. | Júl. | Aug. | Szep. | Okt.  | Nov.  | Dec.  | Év    |
| --------------------------------------- | ----- | ----- | ----- | ----- | ---- | ---- | ---- | ---- | ----- | ----- | ----- | ----- | ----- |
| Rekord max. hőmérséklet (°C)            | 17,0  | 21,0  | 25,0  | 32,0  | 36,0 | 39,0 | 42,0 | 42,0 | 39,0  | 33,0  | 25,0  | 18,0  | 42,0  |
| Átlagos max. hőmérséklet (°C)           | 3,1   | 6,1   | 10,3  | 14,3  | 19,2 | 23,4 | 28,8 | 28,0 | 23,5  | 16,9  | 8,4   | 4,2   | 15,6  |
| Átlagos min. hőmérséklet (°C)           | −5,1  | −2,9  | −0,8  | 1,2   | 4,0  | 7,9  | 11,2 | 11,0 | 7,7   | 3,0   | −1,0  | −3,7  | 2,7   |
| Rekord min. hőmérséklet (°C)            | −27,0 | −28,0 | −15,0 | −10,0 | −6,0 | −3,0 | 0,0  | 2,0  | −6,0  | −13,0 | −23,0 | −28,0 | −28,0 |
| Átl. csapadékmennyiség (mm)             | 36    | 27    | 25    | 24    | 26   | 22   | 9    | 10   | 14    | 22    | 37    | 38    | 290   |
| Forrás: Western Regional Climate Center |       |       |       |       |      |      |      |      |       |       |       |       |       |

## Fordítás
- Ez a szócikk részben vagy egészben  a   Kent, Oregon című angol Wikipédia-szócikk ezen változatának fordításán alapul.  Az eredeti cikk szerkesztőit annak laptörténete sorolja fel. Ez a jelzés csupán a megfogalmazás eredetét és a szerzői jogokat jelzi, nem szolgál a cikkben szereplő információk forrásmegjelöléseként.